# Castas das abelhas
Castas das abelhas
As abelhas são insetos que vivem em sociedade, moram em colônias organizadas. Fazem parte da sua hierarquia social: a rainha, as operárias e os zangões. Cada grupo possuem funções bem definidas. Numa colônia, em condições normais, existe uma rainha, cerca de 5.000 a 100.000 operárias e de 0 a 400 zangões.

## Abelha-rainha
A função da rainha é pôr ovos e manter a ordem social na colmeia. A larva da rainha é criada num alvéolo modificado, bem maior que os das larvas de operárias e zangões, de formato cilíndrico, denominado realeira, sendo alimentada pelas operárias com a geléia real, produto rico em proteínas, vitaminas e hormónas sexuais. A rainha adulta possui quase o dobro do tamanho de uma operária e é a única fêmea fértil da colmeia, apresentando o aparelho reprodutor bem desenvolvido.
A vida reprodutiva da rainha inicia-se com o voo nupcial para sua fecundação que ocorre, aproximadamente, 5 a 7 dias depois de seu nascimento. A fecundação ocorre com a congregação com Zangões. Aí existem de centenas a milhares de zangões voando à espera de uma rainha, conferindo assim uma grande variedade genética no acasalamento.

## Operárias
As operárias realizam todo o trabalho para a manutenção da colmeia. Elas executam atividades distintas, de acordo com a idade, desenvolvimento glandular e necessidade da colónia.
As operárias não se reproduzem. Isso acontece porque, na fase de larva, elas recebem alimento menos nutritivo e em menor quantidade que a rainha. Além disso, a rainha produz feromônios que inibem o desenvolvimento do sistema reprodutor das operárias na fase adulta. Em compensação, elas possuem órgãos de defesa e trabalho perfeitamente desenvolvidos, muitos dos quais não são observados na rainha e no zangão, como a corbícula (onde é feito o transporte de materiais sólidos) e as glândulas de cera.

## Zangão
Os zangões são as abelhas machos da colônia, cuja única função é fecundar a rainha durante o voo nupcial. As larvas de zangões são criadas em alvéolos maiores que os alvéolos das larvas de operárias e levam 24 dias para completarem seu desenvolvimento de ovo a adulto. Eles são maiores e mais fortes do que as operárias, entretanto, não possuem órgãos para trabalho nem ferrão e, em determinados períodos, são alimentados pelas operárias. Em contrapartida, os zangões apresentam os olhos compostos mais desenvolvidos e antenas com maior capacidade olfativa. Além disso, possuem asas maiores e musculatura de voo mais desenvolvida. Essas características lhes permitem maior orientação, percepção e rapidez para a localização de rainhas virgens durante o voo nupcial.
Os zangões são atraídos pelas feromonas da rainha a distâncias de até 5 km durante o voo nupcial. Durante o acasalamento, o órgão genital do zangão (endófalo) fica preso no corpo da rainha e rompe-se, ocasionando sua morte.

## Desenvolvimento das abelhas
Durante seu ciclo de vida, as abelhas passam por quatro diferentes fases: ovo, larva, pupa e adulto.A rainha inicia a postura geralmente após o terceiro dia de sua fecundação, depositando um ovo em cada alvéolo. O ovo é cilíndrico, de cor branca e, quando recém colocado, fica em posição vertical no fundo do alvéolo. Três dias após a postura, ocorre o nascimento da larva, que tem cor branca, formato vermiforme e fica posicionada no fundo do alvéolo, com corpo recurvado em forma de "C". Durante essa fase, a larva passa por cinco estágios de crescimento, trocando sua cutícula (pele) após cada estágio.
No final da fase larval, 5 a 6 dias após a eclosão, a célula é operculada (Operculação - Processo pelo qual as abelhas fecham os alvéolos de [cria e de mel] com uma fina camada de cera, indicando, no caso do mel, a sua maturação, e no caso das crias, o último estágio de desenvolvimento.)
e a larva muda de posição, que completamente reta e imóvel. Nessa fase, ela não se alimenta mais, tece seu casulo, sendo comumente chamada de pré-pupa. Na fase de pupa já podem ser distinguidos a cabeça, o tórax e o abdome, visualizando-se olhos, pernas, asas, antenas e partes bucais. Os olhos e o corpo passam por mudanças de coloração até a emersão da abelha adulta. Toda a transformação pela qual a abelha passa até chegar ao estágio adulto denomina-se metamorfose.
A duração de cada uma das fases é diferenciada para rainhas, operárias e zangões.
A abelha rainha demora entre 4-6 dias, a operária entre 1-3 dias, e zangões de 1-3 semanas.